# Mujaga Komadina
Mustafa Mujaga Komadina (Mostar, 1839. – Mostar, 6. svibnja 1925.), bosanskohercegovački poduzetnik, političar i vakif muslimanskog podrijetla, gradonačelnik Mostara od 1909. do 1918. godine.

## Životopis
Mustafa, u narodu poznatiji pod nadimkom Mujaga, rođen je 1839. godine u Husein-hodžinoj mahali, današnjem mostarskom naselju Cernica. U njoj su se, do uspostave organa vlasti Austro-Ugarske monarhije, nalazili konaci i druge nekretnine obitelji Komadina. Njegov otac, Omer-aga, bio je sarač, koji je za potrebe osmanske vojske nekoliko desetljeća izrađivao samare i druge proizvode od kože. Osim Mustafe, Omer-aga je imao još trojicu sinova – Saliha, Ahmeda i Husagu te kćerku Muntu.
Godine 1891. bio je član mostarske Gradske općine. U svom vlasništvu imao je jednu dvokatnu zgradu na Luci, u kojoj je od 1893. godine bila smještena Gimnazija. Za razliku od Saliha i Ahmeda, koji su cijeli svoj životni vijek proveli u rodnom gradu, Husaga je odselio u Bursu, gdje je 1912. godine i umro.
Mujaga Komadina je završio mekteb i medresu, da bi po završetku istog počeo da se bavi trgovinom. Skromno obiteljsko naslijeđe za kratko je vrijeme pretvorio u posjed značajne vrijednosti, što mu je donijelo i izuzetno veliki utjecaj u Mostaru. Tečno je govorio turski i njemački jezik. Prema nekim povjesničarima, Mujaga se poprilično kasno oženio. Vjenčao se sa Dudom Pašić iz Mostara, najvjerovatnije 1887. godine. Godinu dana nakon rođen je njegov sin. No, prema novijim izvorima, saznaje se da je Mujaga imao još jedan brak u mladosti.
Prva Mujagina žena otišla je u Konjic, odakle su Komadine bile rodom, da se porodi. Tamo je u dvadesetoj godini umrla na porodu skupa s djetetom. Iz nekog razloga, Muhamed je za smrt sestre krivio Mujagu Komadinu i sa njim prekinuo svaki kontakt, iako su se često službeno susretali. Kada je već 86-godišnji Mujaga Komadina 1925. godine bio na samrtničkoj postelji, poručio je Muhamedu da mu, ako može, dođe i oprosti sve eventualne grijehe, što je Muhamed i učinio. Ime prve žene nije poznato, ali pretpostavlja se da je riječ o nekoj Zibi koja je spomenuta u poznatoj sevdalinci "Dvore gradi Komadina Mujo" koju je opjevao Himzo Polovina. 
Druga Mujagina žena Duda umrla je u 95. godini života. Duda i Mujaga imali su šest sinova: Asima, (1888–1940), Ahmeda (1890–1968), dr. Edhema (Pašu) (1898–1963), dr. Saliha (1895–1993), Hivziju (1901–1980), smrtno stradalog u prometnoj nesreći u mostarskoj Liska ulici, i Ševkiju (1907–1943), koji je poginuo u partizanima, najvjerovatnije u selu Raštani (u blizini Mostara). Tijelo mu nikada nije pronađeno. Mujaga Komadina je bio poznat i po odijevanju u tradicionalnu muslimansku odjeću. Često su ga i osuđivali zbog odjeće, posebno među članovima Gradskog vijeća ili među svojim političkim suparnicima.

### Vakufi
U vrijeme dolaska austrougarskih trupa u Hercegovinu, Mujaga Komadina je radio kao surudžija, osiguravajući poštanske pošiljke koje su Tatari nosili na putu od Konjica do Mostara. Premda je od početka iskazivao otvoreno neslaganje sa austrougarskom politikom, vremenom je prihvatio činjenicu da je sudbina njegove domovine riješena odlukama Berlinskog kongresa i da bi, prema tome, svaki politički istup u takvom okolnostima imao velike posljedice po njegov status. U Konjicu, gdje ga je 1878. godine zatekla smotra austrougarske vojske; časnici su mu ponudili posao vojnog dobavljača, koji Mujaga nije odbio. U godinama koje su uslijedile bio je vrlo aktivan u gotovo svim oblastima društvenog i političkog života Mostara i Hercegovine.
Također pomogao je stvaranju korisnih društvenih organizacija, humanitarnih akcija u Mostaru. Izgradio je musafirhanu smještenu u Glavnoj ulici, u neposrednoj blizini Vučjakovića džamije. Natpis klesan u kamenoj ploči nad vratima govori da je njena gradnja dovršena 1300. hidžretske, odnosno 1883. godine, te da je njen graditelj Mujaga Komadina. U istoj ulici, nešto južnije, preko puta Ćejvan-ćehajine džamije, svojevremeno se nalazio zidani han "Kalhan", koji je bio u posjedu obitelji Hadžiselimović. Zvao se Kalhan, jer je bio izgrađen pod samom tvrđavom (kale) i tad je bio star više od stotinu godina. Otkupio ga je i srušio Mujaga Komadina, a na njegovom mjestu podigao novu zgradu koju je narod i dalje zvao starim imenom. Godine 1898. godine, otkupio je i jedan manji han koji se nalazio na zemljištu Koski Mehmed-pašinog vakufa. Na tom je mjestu, prema projektnim zamislima arhitekta Josipa Vancaša, podignuta trokatna zgrada. S posebnom pažnjom pratio je aktivnosti na uređenju i planiranju obnove vjerskih objekata. U tom smislu, dobivši suglasnost od Vakufske uprave, vlastitim sredstvima je financirao obnavljanje vidno oštećene minareta Ćejvan ćehajine džamije. Također, iste godine (1885.) uložio je 50 forinti za osnivanje Dobrovoljnog vatrogasnog društva u Mostaru.
Na Mejdanu je otvoren Časničko-činovnički kasino, koji se počeo graditi nekoliko godina ranije. Većinu sredstava za gradnju, po 20.000 forinti, dali su u vidu pozajmice Komadina i inžinjer Hauzer iz Trsta. Za vrijeme jedne od najhladnijih zima u Mostaru (1887.) veliki broj građana je ostao bez hrane i ogrjeva. Tada je Mujaga po telalima rekao da će svima koji su u teškoj situaciji podijeliti 500 tovara drva i čak 40 vreća brašna. Godine 1901. izgrađena je vila Mujage Komadine, koja je opjevana sevdalinkom "Dvore gradi Komadina Mujo". Mujaga Komadina je osnovao jednu od prvih humanitarnih muslimanskih organizacija u Hercegovini koje se zvalo "Muslimansko dobrotvorno društvo". Glavni cilj organizacije bio je pomaganje siromašnima i promocija trgovine i zanatstva. Prema dokumentima, Mujaga je pomogao stradalim od požara u Travniku 1902. godine.

### Političar
Vijećnik Gradskog vijeća Mostara bio je od 1893., a gradonačelnik Mostara postao je 1909. godine. Mandat gradonačelnika mu je potvrđen u prvim danima siječnja 1910. godine, vlastoručno potpisan od habsburškog cara i kralja. Na toj dužnosti se zadržao sve do 1918. godine.
Već ljeta 1910. godine, nekoliko mjeseci nakon službenog preuzimanja dužnosti gradonačelnika, u Mostaru je ugostio cara Franju Josipa I. Doček je organiziran na mostarskoj željezničkoj stanici, odakle je prvi čovjek Monarhije dalje trebao poći prema hotelu "Neretva". Mujaga Komadina je cijeli put, od stanice do hotela, čak i Stari most, prekrio vlastitim ćilimima i sedžadama. Godine 1913. izgrađen je Lučki most, u čijoj je blizini smještena škola (koja danas nosi njegovo ime), a koji je tadašnje Gradsko vijeće Mostara nazvalo po Komadini zbog njegovih zasluga u gradnji mosta. Most koji je također izgrađen za vrijeme Komadine je Carinski most. 
Od drugih objekata u kojima su bile smještene institucije grada značajna je zgrada Općinskog suda, koju je Komadina izgradio 1906. godine. Šest godina kasnije izdvojio je 80.000 kruna i otkupio zgradu koja se nalazila blizu Mitropolije. Njenim preuređenjem data joj je druga namjena, pa je od tada zgrada korištena kao konvikt za dječake iz siromašnih muslimanskih obitelji. U nju je primljeno 40 učenika koji su pohađali nastavu u medresi, gimnaziji i trgovačkoj školi, a troškove inventara, ishrane djece i plaćanje udžbenika Mujaga Komadina je finansirao od svoga novca. Iste, 1912. godine, pomogao je i gradnju mekteba za djevojčice.
Za vrijeme njegove uprave Mostar je 1912. godine dobio i Gradsku elektranu Franje Josipa. Među najznačajnijim graditeljskim poduhvatima Komadinova mandata zasigurno je i Banja, tada najmodernije javno kupalište na Balkanu, svečano predstavljena građanima Mostara 3. lipnja 1914. godine. Krajem Prvog svjetskog rata i ulaskom srbijanske vojske u Mostar, prekinut je Komadinin mandat. Njegovo je ime 1918. godine uklonjeno iz naziva Lučkoga mosta i zamijenjeno imenom vojvode Stepe Stepanovića.
Mujaga Komadina je umro 6. svibnja 1925. godine u Mostaru gdje je i sahranjen.
- Mujaga Komadina ~1890
- Mujaga Komadina ~1910
- Mujaga Komadina ~1921
- Grob Mujage Komadine u Mostaru

## Vanjske poveznice
- Mujaga Komadin - Poznati gradonačelnik i dobrotvor Mostara, mostarski.info